# Туризм в Тыве
Туризм в Тыве — часть туризма в России на территории Республики Тыва.
К основным туристическим достопримечательностям и культурно-этнографическим объектам Тувы относятся биосферный заповедник «Убсунурская котловина», древнескифский памятник курган Аржаан-2, остатки уйгурских крепостей, Верхнечаданский хурээ (Устуу-Хурээ), орхоно-енисейская письменность (около 150 камней с письменами), скалы-«верблюды», дорога Чингисхана, буддийские монастыри (хурээ), Национальный музей Республики Тыва им. Алдан-Маадыр.
Государственное управление туризмом в республике осуществляет Министерство экономики Республики Тыва.

## Развитие туризма в Тыве
В 2005 году Тыву посетило 24 767 человек, в 2009 — 29 907 человек.
2010 год был объявлен в Тыве годом туризма. В рамках мероприятий этого года было разработано и утверждено 14 нормативно-правовых актов для законодательного обеспечения туристической деятельности в республике. Образована Ассоциация туризма Республики Тыва, целью которой являются защита интересов производителей туристических услуг, повышение квалификации работников туристского бизнеса, информационная и консалтинговая поддержка членам Ассоциации. Создано государственное автономное учреждение «Информационный центр туризма Республики Тыва» для создания единого информационного банка данных о туристском потенциале республики и продвижения Тывы на международный рынок туристических услуг. В 2010 году Тыву посетили 33 тысячи туристов.
С 2010 года Кызылском техникуме экономики и права потребительской кооперации начато обучение по специальности «Туризм», в этом же году в Тувинском филиале Восточно-Сибирской государственной академии культуры и искусства введена специальность «Социально-культурный сервис и туризм». В 2011 году в Тувинском государственном университете была открыта специальность «Туризм».
В 2011 году Верховным Хуралом (парламентом) Республики Тыва был принят Закон Республики Тыва от 8 июля 2011 года № 789 ВХ-I «О туристской деятельности в Республике Тыва», также Постановлением Правительства Республики Тыва от 3 мая 2011 г. № 291 была утверждена Концепция развития туризма в Республике Тыва до 2020 года.
В 2011 году Постановлением Правительства РФ от 2 августа 2011 г. № 644 «О развитии внутреннего и въездного туризма в Российской Федерации (2011—2018 годы)» Тыва вошла в число 18 первых пилотных регионов с федеральным финансированием на 2012—2014 годы.
В 2016 году туристский поток в Тыве по цели поездки «досуг, рекреация и отдых» составлял 12,8 %, по деловым и профессиональным целям составлял 28,0 %, по иным целям — 59,2 %. По состоянию на 2016 год в республике функционировало 68 коллективных средств размещения с номерным фондом 858 единиц, включая 16 гостиниц, 9 организаций гостиничного типа, 5 санаторно-курортных организаций, 21 базу отдыха и 17 микроорганизаций.
В 2017 году Постановлением Правительства Республики Тыва от 28 декабря 2017 г. № 596 была утверждена стратегия развития туризма в Республике Тыва на период до 2030 года, целью которой является развитие туризма как одного из факторов устойчивого развития экономики и социальной стабильности, оказывающее стимулирующее влияние на динамичное развитие смежных отраслей и инструмент привлечения инвестиций.
По состоянию 2018 года туристский поток в Тыве составлял 95,7 тысяч человек (при этом вырос на 22 %), зарегистрированы 1 туроператор и 12 туристических фирм, действовало 87 коллективных средств размещения с общим номерным фондом на 1086 номеров: гостиниц и хостелов — 32, турбаз и баз отдыха — 29, санаторно-курортных организаций — 2, пансионатов — 26.
- Этнокультурный комплекс «Алдын-Булак»
- Устуу-Хурээ — один из самых крупных и известных буддийских монастырей Тувы
- Биосферный заповедник «Убсунурская котловина»
- Национальный музей Республики Тыва им. Алдан-Маадыр. Золотые украшения из скифской царской гробницы Аржаан-2.

## Виды туризма в Тыве

### Экологический туризм
По состоянию на 2019 год в Республике Тыва было 32 особо охраняемых природных территории федерального и регионального значения, общей площадью 1977,2 тыс. га или 11,6 % площади республики, в том числе 2 заповедника (один из которых биосферный), 1 природный парк, 14 государственных природных заказников и 15 памятников природы регионального значения. Большей частью площади особо охраняемые природные территории находятся в Бай-Тайгинском, Каа-Хемском, Чаа-Хольском кожуунах. Заповедники и природный парк расположены большей частью ближе к границам республики, а заказники и памятники природы — в центре.
В 2018 году Министерство природных ресурсов и экологии Республики Тыва занималось реализацией приоритетного проекта «Экотуризм в Туве», рассчитанного на 2 года.

### Событийный туризм
С 2014 года событийный туризм рассматривается как один из действенных способов увеличения туристского потока в Тыве. В пик туристского сезона, который приходится на промежуток с июля по август, в Тыве ежегодно проводится более 200 культурных событий. Самые крупные из них празднование народного праздника животноводов «Наадым», международные фестивали «Устуу-Хурээ», «Хоомей в Центре Азии», межрегиональный фестиваль русской культуры на Малом Енисее.
Международный фестиваль живой музыки и веры «Устуу-Хурээ» ежегодно проводится на территории буддистского монастыря в г. Чадане собирает до 5 тысяч туристов.
В 2017 году в рамках событийного туризма Тыву посетило более 10 тысяч туристов.
В 2018 году на всероссийской премии «СОБЫТИЕ РОССИИ» фестиваль «МѲҢГҮН КЕРЖЕК» занял II место в номинации «События в области культуры. Выставки и биеннале».
В 2019 году по итогам очной презентации событийных проектов на Всероссийской профессиональной премии в области туризма «События России», проводящейся в Москве гастрономический форум «Тувинская баранина» занял третье место в номинации «Культура. Гастрономические события». Также на этой премии fashion-фестиваль «По тропинкам к сердцу Тувы», который представляет собой парад дизайнеров и модельеров одежды этнических мотивов занял третье место в номинации «Площадка для проведения событий. Муниципальные образования».

### Этнокультурный туризм
В 2011 году в Тандинском кожууне состоялось открытие этнокультурного комплекса «Алдын-Булак» («Золотой родник»), в основу архитектурно-строительных решений которого была положена идея о том, чтобы как можно полнее отразить национальный колорит Тувы. В состав комплекса входят 13 юрт, которые стилизованы в духе скифского времени, 7 традиционных юрт с тувинским убранством, 7 чумов, 4 юрты класса «Люкс», юрта-ресторан.

### Лечебно-оздоровительный туризм
Лечебно-оздоровительный туризм представлен в районах озёр Дус-Холь и Чедер на базе предприятий санаторно-курортного комплекса, а также на аржаанах и целебных источниках.
По состоянию на 2017 год в Республике Тыва было зарегистрировано более 200 природных водных лечебных объектов. По предварительным расчетам выяснено, что ежегодно на целебных источниках аржаанах и солено-грязевых озёрах республики с июля по август стихийно отдыхают до 45 тысяч человек. В 2012—2014 годах проводились медико-биологические донозологические исследования на 35 аржаанах Тувы. В 2016 году проводились доклинические испытания по влиянию воды кислого минерального аржаана Ажыг-Суг на экспериментально вызванные заболевания желудочно-кишечного тракта у крыс, которые выявили гастропротекторное действие воды из источника. Ряд предпринимателей взяли в аренду территории 16 аржаанов для создания баз отдыха рекреационно-оздоровительного характера и сезонных профилакториев.
- Рыбалка в республике Тыва
- Этнокультурный комплекс «Алдын-Булак»
- Озеро Чедер бальнеологический курорт
- Стрельба из лука на тувинском национальном празднике животноводов «Наадым»